# Constantin Esarcu
Constantin Esarcu (Bucarest, 1836-Mihăești, 1898) fue un político, profesor y diplomático rumano.

## Biografía
Nacido en Bucarest en 1836, era hijo del doctor Esarcu. Estudió en el colegio Sfântul Sava y luego en París, donde regresó a Valaquia doctorado en medicina. En 1864, fue nombrado profesor de zoología y botánica en la Universidad de Bucarest, pero dimitió en 1873 para dedicarse a la diplomacia. Tras pasar una temporada en Atenas y Roma, regresó a su país natal, sacrificando toda su actividad en favor del Ateneo Rumano. Consiguió reunir los fondos necesarios mediante un sorteo público y erigió un monumento.  En 1891 fue ministro de Asuntos Exteriores durante varios meses en el gabinete bajo la presidencia del general Ion Emanuel Florescu, del 21 de febrero al 27 de noviembre. Como diplomático, representó al país en Roma y Atenas. Falleció en Govora el 8 de junio de 1898.
Publicó Curs de şliinţele naturale (1864), Stefan cel mare, documente descoperile în arhiva din Veneţia (1874), Documente descoperite în arhiva Italiei (1878), Rolul monumentelor in istoria unui popor (1883), Atheneul Român (1888) y unos Discursuri pronunciados en el Ateneo.